# Jory (prénom)
Pour les articles homonymes, voir Saint-Jory (homonymie).
Ne doit pas être confondu avec Joris.
Jory ʒɔʁi est un prénom français.

## Occurrence
Ce prénom est, depuis 1900, porté par plus de 144 personnes.

## Étymologie
Le prénom Jory possède une étymologie peu précise. En effet, celui-ci serait la forme méridionale du prénom Georges selon certaines sources tandis que pour d'autres, ce prénom est la forme de Cornouailles de George.

## Fête et saint patron
Le saint patron est saint Georges. Jory se fête le 23 avril.

## Éponymes
On donne parfois aux Jory, le surnom Jojo.

## Autre
Saint-Jory est une commune française située dans le département de la Haute-Garonne et la région Occitanie.